# Đàn nhị

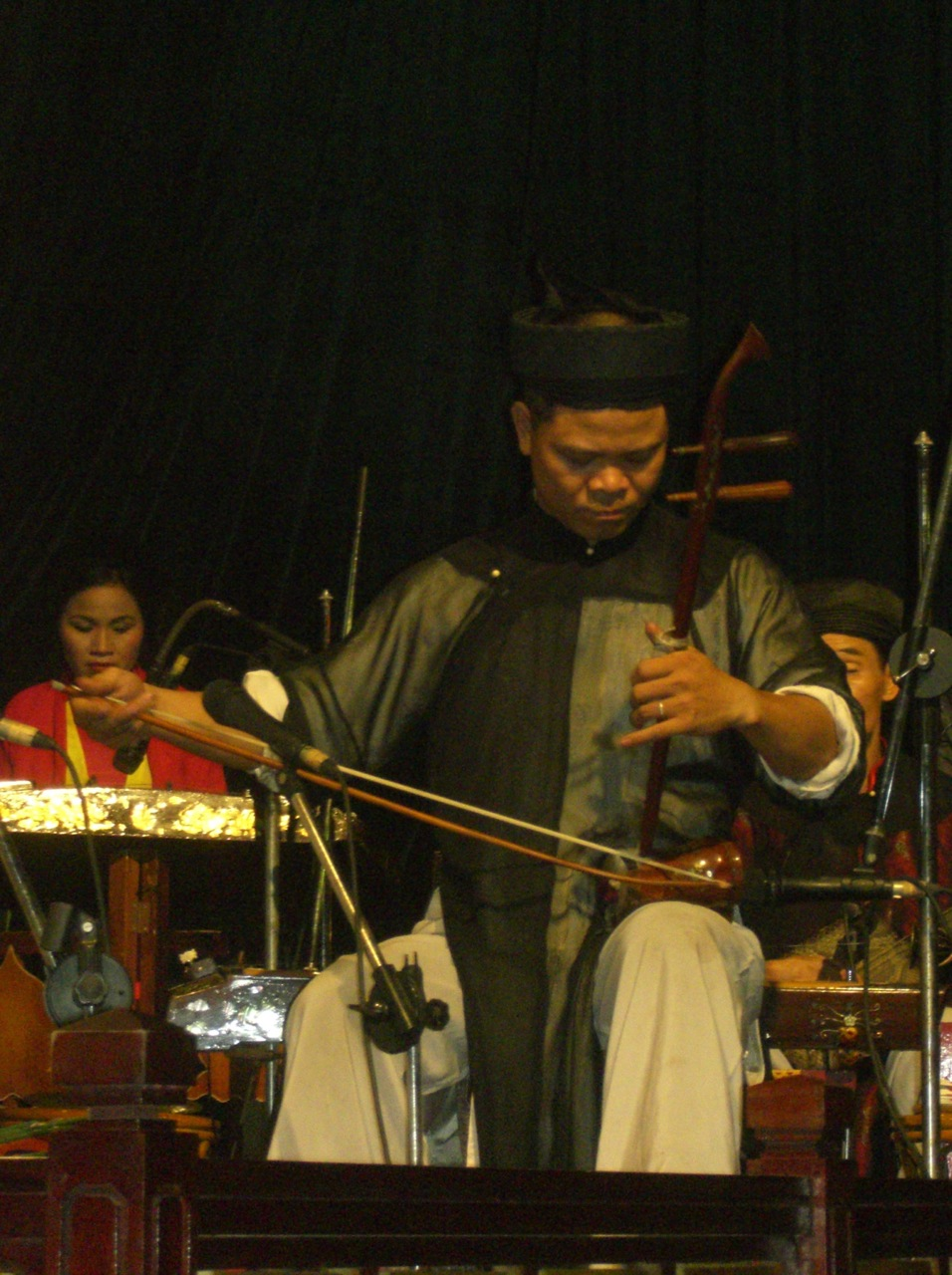
Suonatore del đàn nhị.

Il đàn nhị (vietnamita: [ɗâːn ɲîˀ]), anche chiamato đàn cò, è uno strumento ad arco a corde vietnamita con due corde (la parola nhị significa due in vietnamita). Un'estremità della sua cassa armonica è generalmente coperta con pelle di serpente.
È collegato alla famiglia di strumenti cinesi chiamata huqin. Alcuni gruppi austroasiatici in Vietnam hanno anche la loro versione di đàn cò: ad esempio, i Mường hanno il cò kè, i Chứt il t'rơbon, i Khua hanno il karong e i Khmer il tro.